# Pawieł Zdunow
Pawieł Władimirowicz Zdunow (ros. Павел Владимирович Здунов; ur. 18 czerwca 1991 w Kremionkach, Obwód kałuski) – rosyjski hokeista, reprezentant Rosji.

## Kariera
- Mietałłurg 2 Magnitogorsk (2007-2009)
- Stalnyje Lisy Magnitogorsk (2009-2013)
- Mietałłurg Magnitogorsk (2010-2013)
  -  Titan Klin (2012)
  -  Jużnyj Urał Orsk (2013)
- Nieftiechimik Niżniekamsk (2013-2019)
- Humo Taszkent (2019-2020)
- Łada Togliatti (2020)
- Dizel Penza (2020-2021)

Wychowanek i wieloletni zawodnik Mietałłurga Magnitogorsk. Od grudnia 2013 zawodnik Nieftiechimika Niżniekamsk (w toku wymiany za Oskara Osalę). Przedłużał kontakt z tym klubem w maju 2014 o rok, w marcu 2016 o dwa lata. W 2019 został zawodnikiem uzbeckiego zespołu Humo Taszkent. Od końca maja 2020 zawodnik Łady Togliatti. Stamtąd w grudniu 2020 został przekazany do Dizelu Penza, gdzie zwolniono go w połowie sierpnia 2021.

## Sukcesy
Klubowe
- Złoty medal MHL /  Puchar Charłamowa: 2010 ze Stalnyje Lisy Magnitogorsk
- Srebrny medal MHL: 2011 ze Stalnyje Lisy Magnitogorsk
- Brązowy medal MHL: 2012 ze Stalnyje Lisy Magnitogorsk

Indywidualne
- KHL (2010/2011):
  - Najlepszy pierwszoroczniak miesiąca: półfinały konferencji, marzec 2011 i finały konferencji
  - Nagroda dla najlepszego pierwszoroczniaka sezonu KHL im. Aleksieja Czeriepanowa